# الكرامة (صافيتا)
الكرامة قرية في ناحية قرى مركز صافيتا في منطقة صافيتا التابعة لمحافظة طرطوس.